# Ercole Sassonia
Ercole Sassonia, ou Hercules Saxonia et Hercules Saxonia Patauinus, né à Padoue en 1551 et y décédé le 20 août 1607, est un médecin italien.

## Biographie
Il fut un des grands cliniciens italiens de la Renaissance. Il reçut sa formation dans sa ville natale où il décrocha son diplôme de médecine.
En 1590, il devint professeur de médecine pratique à l'Université de Padoue.
Professeur prestigieux et clinicien célèbre et célébré, il fut invité à Vienne par l'empereur Maximilien II, et séjourna auprès de sa cour.

## Œuvres  principales
- Disputatio de phoenigmorum, quae vulgo vesicantia appellantur, & de theriacae usu in febribus pestilentibus. In qua etiam de natura pestis, et pestilentium febrium nonnulla tractantur, Padova, Paulum Meiettum, 1591.
- De Phoenigmis libri tres. In quibus agitur de vniuersa rubificantium natura, deque differentijs omnibus atque vsu. Psilotris, smegmatibus, dropacibus, sinapsismis simplicibus, ac compositis vulgo vesicantibus, de quorum usu in febribus pestilentibus multa disputantur, 1593.
- Luis venereae perfectissimus tractatus, Padova, Paulum Meiettum, 1597.
- De plica quam Poloni Gwozdziec, Roxolani Koltunum vocant. Liber nunc primum in lucem editus, Padova, Officina Laurentii Pasquati, 1600.
- Opera Practica, 1607.
- Prognoseon praticarum, 1620.

## Source
- (it) Cet article est partiellement ou en totalité issu de l’article de Wikipédia en italien intitulé « Ercole Sassonia » (voir la liste des auteurs).